# Neza FC
Neza FC – meksykański klub piłkarski z siedzibą w mieście Nezahualcóyotl, w stanie Meksyk. Funkcjonował w latach 2011–2013, występując na drugim szczeblu rozgrywek – Ascenso MX. Domowe mecze rozgrywał na obiekcie Estadio Neza 86.

## Historia
22 grudnia 2010 ogłoszono, iż dzięki wsparciu finansowemu firmy Grupo Salinas na licencji drużyny Atlante UTN powstanie nowy klub, który przystąpi do rozgrywek drugiej ligi meksykańskiej w wiosennym sezonie Clausura 2011. Tym samym został on kolejnym zespołem z siedzibą w mieście Nezahualcóyotl, po Toros Neza, istniejącym w latach 1993–2002. Nowa drużyna została filią pierwszoligowego klubu Monarcas Morelia, również sponsorowanego przez Grupo Salinas, z kolei Mérida FC, dotychczasowa filia Morelii, przeszedł pod władanie zespołu Atlante FC.
Pierwsze rozgrywki, Clausura 2011, klub rozegrał jeszcze w barwach i pod nazwą drużyny Atlante UTN. Po zakończeniu sezonu zmienił nazwę na używaną już do końca istnienia zespołu Neza FC. Szybko został jedną z najsilniejszych ekip drugiej ligi – podczas pierwszych czterech półrocznych sezonów za każdym razem zdołał awansować do fazy play-off, najpierw dwukrotnie docierając do półfinałów, a następnie dwa razy do ćwierćfinału. W jesiennych rozgrywkach Apertura 2012 napastnik Nezy – Rodrigo Prieto – z jedenastoma bramkami na koncie został królem strzelców Ascenso MX. Wtedy także klub doszedł do półfinału krajowego pucharu – Copa MX. Szybko zaskarbił sobie również oddanie miejscowych fanów; podczas najważniejszych spotkaniach ligowych na Estadio Neza 86 notowano frekwencję dochodzącą nawet do 15 000 kibiców.
Najbardziej udanym sezonem w historii klubu były wiosenne rozgrywki Clausura 2013 – zawodnicy prowadzeni przez Roberto Hernándeza zajęli szóste miejsce w lidze, lecz w play-offach zdołali dotrzeć aż do dwumeczu finałowego, w którym pokonali Necaxę łącznym wynikiem 4:0 (3:0 u siebie, 1:0 na wyjeździe), zostając mistrzem drugiej ligi meksykańskiej. Aby wywalczyć awans do najwyższej klasy rozgrywkowej należało odnieść zwycięstwo w decydującym dwumeczu ze zwycięzcą sezonu Apertura 2012 – La Piedad. Na wyjeździe faworyzowana drużyna Nezy, mająca wówczas na koncie dziewięć zwycięstw z rzędu, wygrała 1:0 po bramce Evera Guzmána, jednak u siebie niespodziewanie poniosła porażkę 0:1. Gdy dogrywka nie przyniosła rozstrzygnięcia, do wyłonienia beniaminka potrzebna była seria rzutów karnych, którą zawodnicy La Piedad wygrali 5:3.
Dwa dni później, 20 maja 2013, klub przejął biznesmen Amado Yáñez Osuna i jego drugoligową licencję przekazał innej posiadanej przez siebie drużynie o nazwie Delfines del Carmen, występującej dotychczas na trzecim poziomie rozgrywek. Wskutek tej operacji zespół Nezy przestał istnieć.

## Trenerzy
| 1. | David Patiño      | Meksyk    | czerwiec 2011 | kwiecień 2012 | 35 | 15 | 13 | 7  | 43% |               |      |
| 2. | Carlos Bustos     | Argentyna | maj 2012      | luty 2013     | 33 | 12 | 11 | 10 | 36% |               |      |
| 3. | Roberto Hernández | Meksyk    | luty 2013     | maj 2013      | 19 | 12 | 1  | 6  | 63% | 1x Ascenso MX | 2013 |
|    |                   |           |               |               | 87 | 39 | 25 | 23 | 45% |               |      |

## Osiągnięcia
- zwycięstwo Ascenso MX (2013)